# Salvia rosmarinus

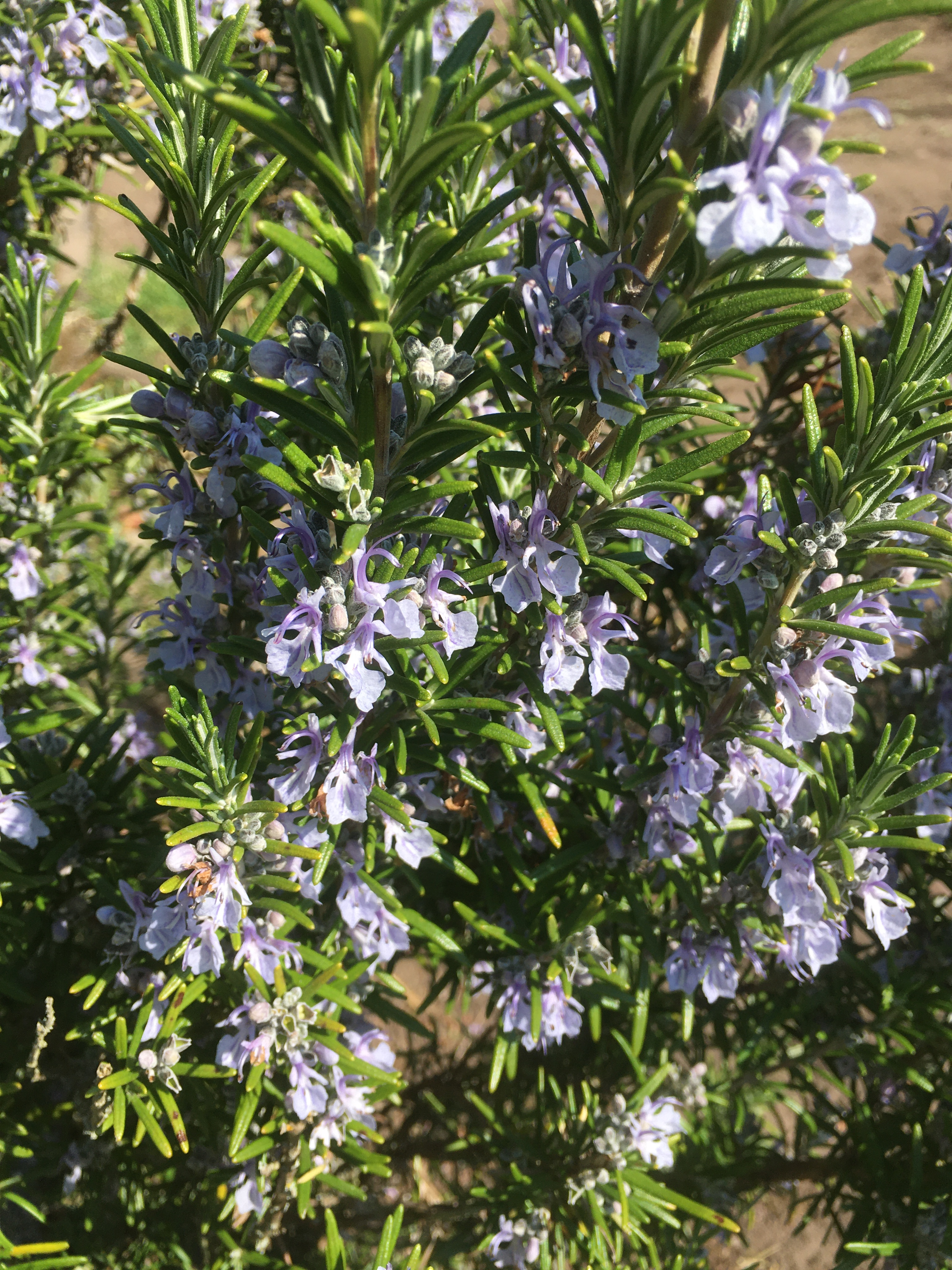
Detalle de la planta

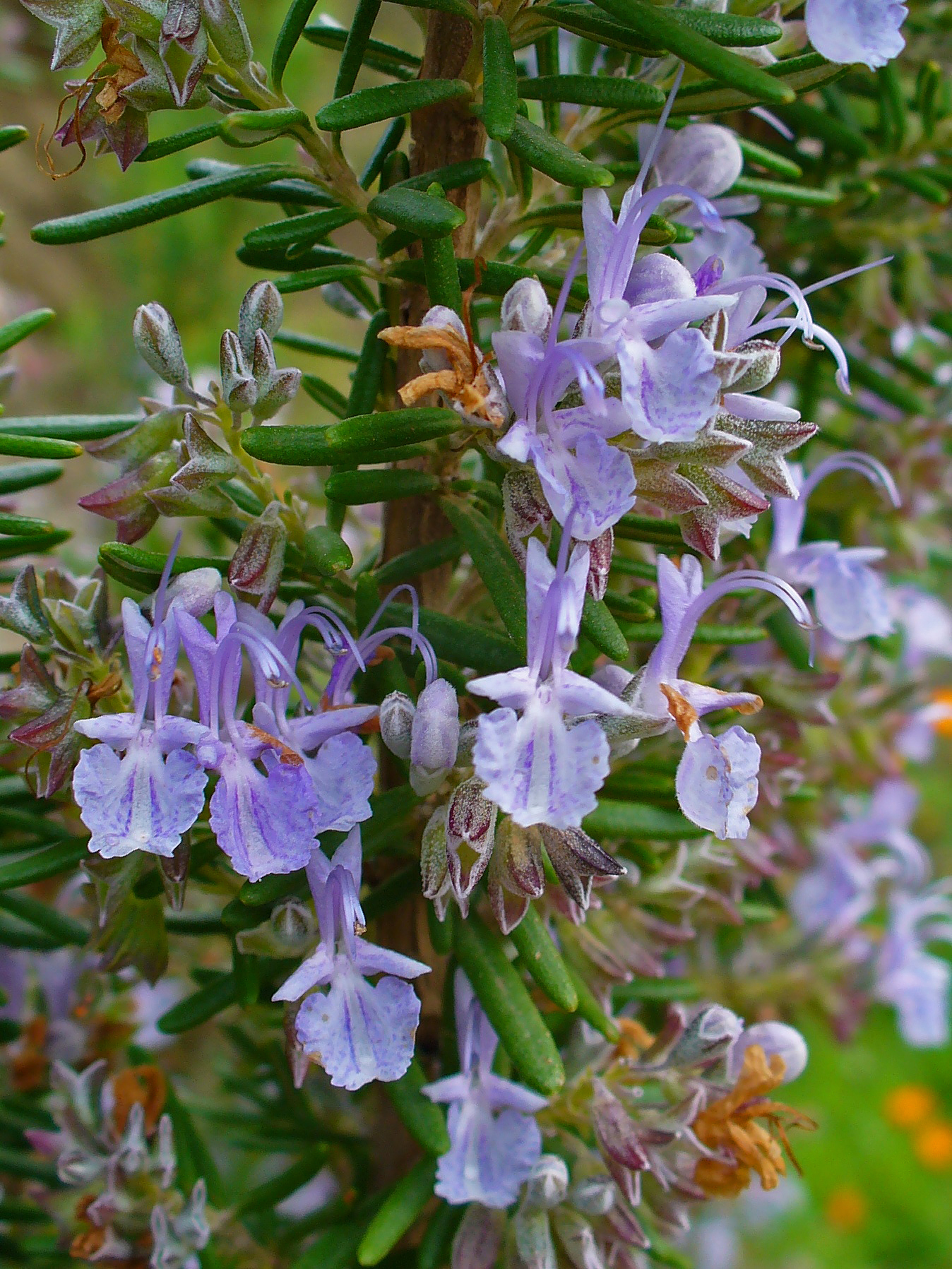
Inflorescencia.

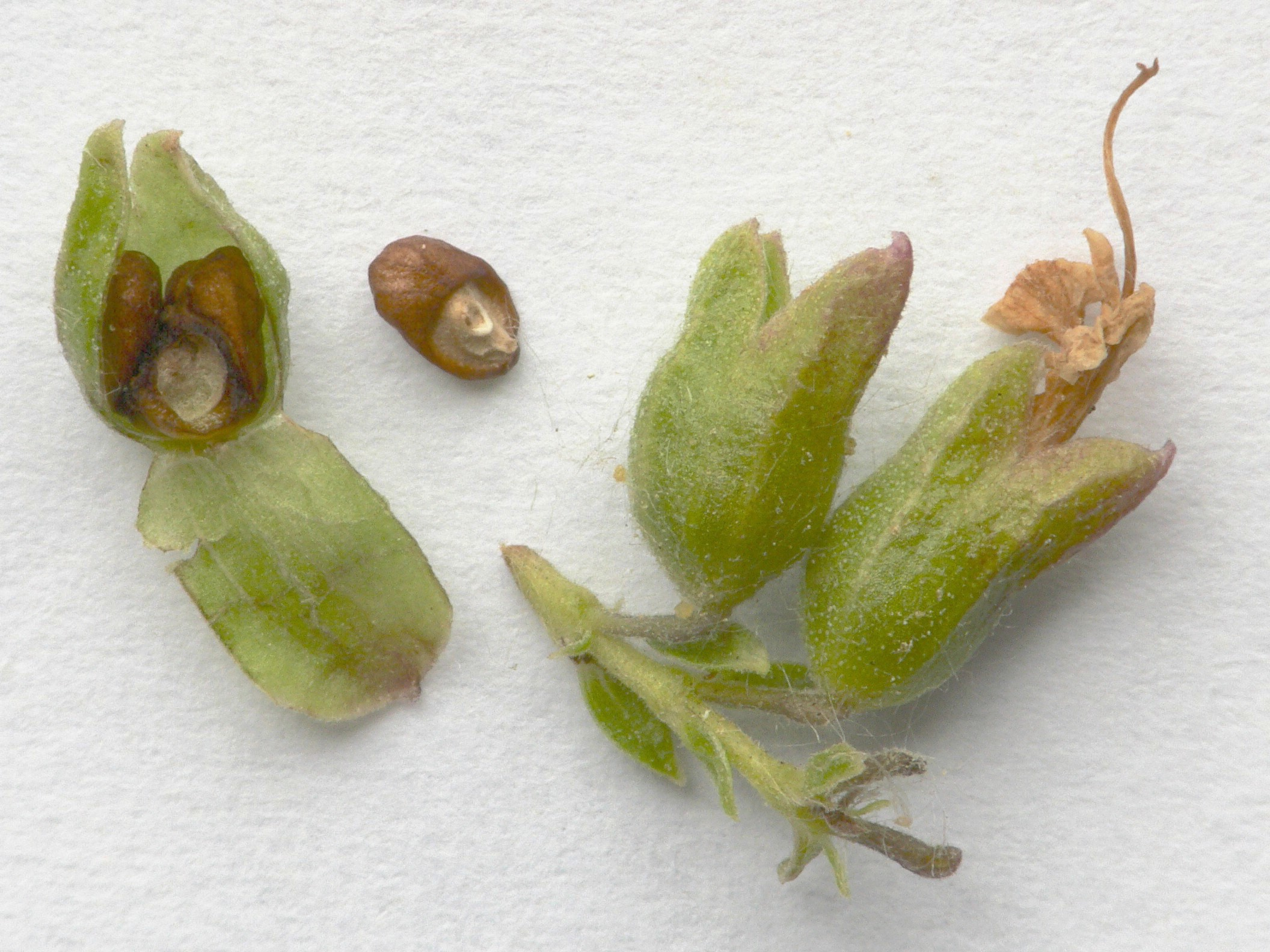
Frutos y semillas.

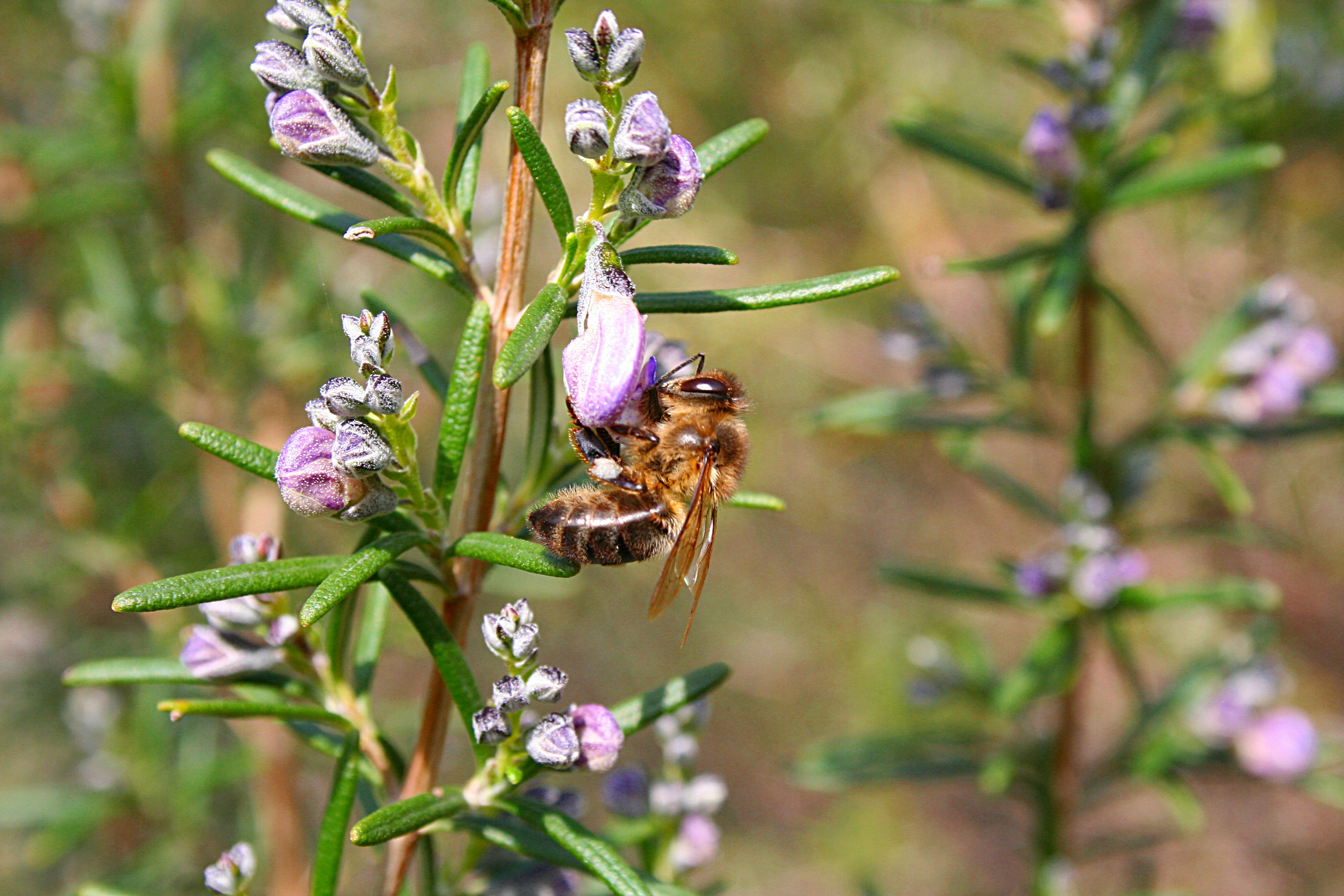
Abeja (Apis mellifera) alimentándose de la flor del romero. Así contribuye a la dispersión del polen.

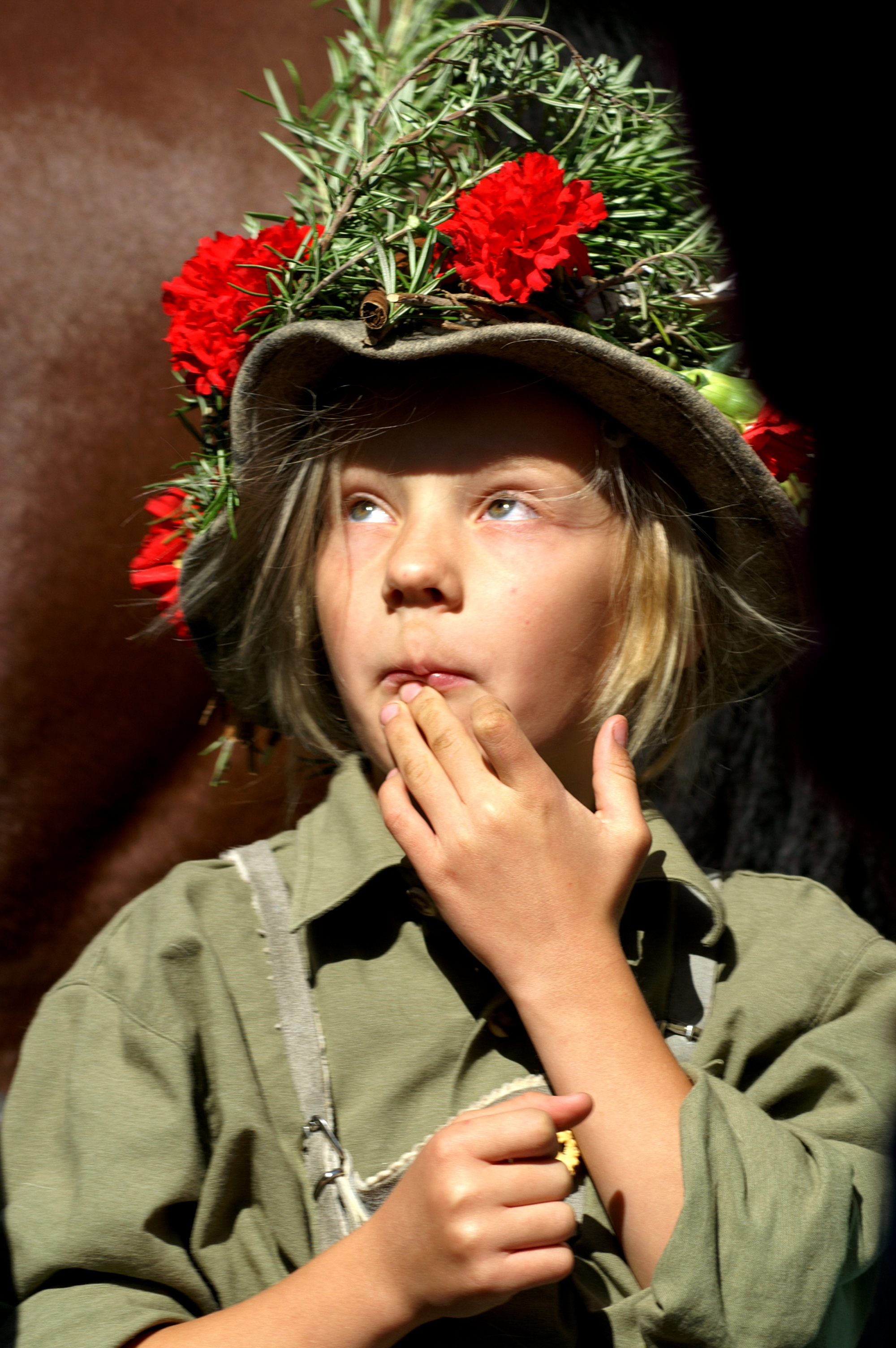
Como ornato popular.

Salvia rosmarinus, conocida popularmente como romero, es una hierba leñosa perenne, con follaje siempre verde y flores blancas, rosas, púrpuras o azules, perteneciente a la familia Lamiaceae, nativa de la región mediterránea. Hasta el año 2017 la especie era conocida por el nombre científico Rosmarinus officinalis, ahora un sinónimo.

## Descripción
El romero es un arbusto aromático, leñoso, de hoja perenne, muy ramificado y ocasionalmente achaparrado y que puede llegar a medir hasta 2 m de altura.
Los tallos jóvenes están cubiertos de borra (que desaparece al crecer), a medida que envejecen se vuelven de color rojizo y con la corteza resquebrajada.
Las hojas, pequeñas y muy abundantes, presentan forma lineal. Son opuestas, sésiles, enteras, con los bordes hacia abajo y de un color verde oscuro, mientras que por el envés presentan un color blanquecino y están cubiertas de vellosidad. En la zona de unión de la hoja con el tallo nacen los ramilletes floríferos.
Las flores son de unos 5 mm de largo. Tienen la corola bilabiada de una sola pieza. El color es azul violeta pálido, rosa o blanco, con cáliz verde o algo rojizo, también bilabiado y acampanado. Son flores axilares, muy aromáticas y melíferas; se localizan en la cima de las ramas, tienen dos estambres encorvados soldados a la corola y con un pequeño diente.
El fruto, encerrado en el fondo del cáliz, está formado por cuatro núculas de 1.5-3 por 1-2 mm, ovoides, aplanadas, color castaño claro con una mancha clara en la zona de inserción.

## Distribución y hábitat
Su cultivo está extendido por toda el área mediterránea. También ha sido cultivado en zonas como Azores, Islas Canarias, Madeira, Bulgaria, Ucrania y Crimea. Se cría en todo tipo de suelos, preferiblemente los secos y algo arenosos y permeables, adaptándose muy bien a los suelos pobres. Crece en zonas litorales y de montaña baja (laderas y collados), desde la costa hasta 1 500 m s. n. m. A más altura da menor rendimiento en la producción de aceite esencial.
Forma parte de los matorrales que se desarrollan en los sitios secos y soleados en las zonas de encinar, zonas degradadas por la tala o quema y laderas pedregosas y erosionadas. Florece dos veces al año, en primavera y en otoño. Es de uso frecuente en jardines y setos.

## Taxonomía
Es considerada actualmente como una de las muchas especies dentro del género Salvia. Anteriormente estaba incluida en un género menor, Rosmarinus, con el nombre R. officinalis, descrito por Carlos Linneo y publicado en Species Plantarum 1: 23, en 1753; actualmente es un sinónimo de esta. En 2017 el botánico estadounidense Bryan T. Drew y colaboradores la incluyeron en el género Salvia. Debido a que el nombre Salvia officinalis ya estaba en uso para otra especie, recuperaron el nombre científico Salvia rosmarinus, descrito por Fridolin Carl Leopold Spenner en Handbuch der Angewandten Botanik 2: 447, en 1835.

#### Citología
Número de cromosomas de Salvia rosmarinus y taxones infraespecíficos: 2n=24.

#### Etimología
Véase: Salvia
rosmarinus: epíteto antiguo dado al romero, que clásicamente se interpretó como directamente tomado de los vocablos latinos ros (rocío) y marinus, -i, -um (marino); "rocío marino", en referencia a su hábito de crecimiento en zonas costeras, pero es más probable que se derive de los vocablos griegos ῤωπός, ῤώψ (rhopós, rhops); "matorral, arbusto", y μυρίνος, -η, -ον (myrinos, -e, -on); "aromático, perfumado"; "arbusto aromático", que a su vez se origina de μύρον, -ου (myron, -ou); "perfume, esencia", interpretación que encaja mejor con la planta.

#### Híbridos
- Salvia × lavandulacea (de Noé) Roma-Marzio y Galasso, 2019
- Salvia × mendizabalii (Sagredo ex Rosua) Roma-Marzio y Galasso, 2019

## Historia
En el edicto de Carlomagno Capitulare de villis vel curtis imperii, artículo n.º 70, aparece mencionada con el nombre de ros marinum.

## Importancia económica y cultural
Especie de la región mediterránea y del Cáucaso, que ha sido cultivada desde tiempos antiguos en todo el mundo como planta ornamental. Hay más de un centenar de cultivares, algunos de ellos de origen híbrido con Salvia granatensis o Salvia jordanii.
Es una planta de fácil cultivo, no necesita de gran cantidad de agua y requiere un bajo tratamiento con químicos y abonos; crece en diferentes clases de suelo lo que hace que sea rentable su producción.[cita requerida]

### Aplicaciones terapéuticas y farmacológicas
Del romero se utilizan sobre todo las hojas y a veces, las flores. Es una planta rica en principios activos.
- Con el aceite esencial que se extrae directamente de las hojas, se prepara alcohol de romero. Ha demostrado efectividad para paliar el dolor y la inflamación en personas con artrosis o artritis reumatoide, pero no en personas con fibromialgia.[19]
- Se ha utilizado en fricciones como estimulante del cuero cabelludo para tratar o prevenir la calvicie (alopecia) y acelerar el crecimiento del cabello.
- La infusión de hojas de romero supuestamente alivia la tos y se ha usado para atajar los espasmos intestinales. Debe tomarse antes o después de las comidas.
- El humo de romero (y el del tabaco) se usaron como tratamiento para el asma.
- El alcanfor de romero tiene efecto hipertensor (sube la tensión) y tonifica la circulación sanguínea.
- Por sus propiedades antisépticas, se puede aplicar por decocción sobre llagas y heridas como cicatrizante.
- También posee una ligera cualidad emenagoga.[13]
- Puede ser requerido para las personas con caída de cabello o caspa.
- El agua de romero es usada para combatir las canas dado que estimulan los melanocitos (células responsables de la pigmentación del cabello).
- En una tesis de la Universidad Miguel Hernández, se ha concluido que el extracto de la planta de romero puede ayudar en el tratamiento de cáncer de colon, ya que ha demostrado que el extracto de romero utilizado posee un efecto antitumoral igual o superior al de sus compuestos de forma individual en modelos celulares. [20][21]

#### Composición química
- Ácidos fenólicos (cafeico, clorogénico, rosmarínico)
- Flavonoides (derivados del luteol y del epigenol)
- Aceite esencial (pineno, canfeno, borneol, cineol, alcanfor, limoneno) 1.2 a 2 %
- Diterpenos (carnosol, rosmanol, rosmadial)
- Ácidos triterpénicos (ácido ursólico) 2 a 4 %
- Alcoholes triterpénicos (alfa y beta-amirina, betulósido)

### Efectos secundarios
El ácido carnósico presente en el romero ha mostrado hepatotoxicidad en humanos, al mismo nivel que el tamoxifeno. Estudios previos en ratas han provocado infertilidad, utilizado en dosis elevadas.

### Usos culinarios
El romero es una de las plantas aromáticas más valoradas en cocina por su agradable olor y el sabor que aporta a los alimentos procesados, tanto carnes como pescados y vegetales, y es un clásico en algunos asados al horno y guisos. Se utiliza tanto fresco como seco.
Entre las recetas más usuales que llevan romero figuran la «paella valenciana», muchas salsas de tomate, el «cordero al romero», el «cabrito asado», los «tomates aliñados con aceite y romero» o el «guiso de conejo al romero».
Esta planta también se utiliza para aromatizar aceites y vinagres, incorporando una rama fresca en el envase donde se conservan, lo que aporta grandes matices al infusionar. En la cocina de vanguardia se utiliza esta técnica pero se suele desarrollar confitando (cocción a baja temperatura) el romero en los líquidos.
En España e Italia se utiliza como ingrediente en la preparación de charcutería con embutidos cárnicos, especialmente los procedentes del cerdo. En Castilla-La Mancha es habitual encontrarlo cubriendo elaboraciones curadas como la «caña de lomo» (al romero) o el queso manchego (al romero), cumpliendo la doble función de aromatizar y proteger al producto.

### Usos tradicionales
- En el Antiguo Egipto y Europa se colocaba una ramita de romero en manos de los difuntos con la intención de asegurarles un buen viaje al otro mundo.[23][24]
- Un ramito de romero es usado por los gitanos como símbolo de buena suerte.[25]
- En el lenguaje de las flores, el romero es símbolo de la buena fe y la franqueza.
- En Europa en la Edad Media circulaba un tratadillo sobre las virtudes del romero, atribuido a varios autores (por ejemplo Arnaldo de Vilanova), que contenía varias recetas del bálsamo de Fierabrás de Don Quijote (I: XVII).[26]
- En Andalucía, donde esta planta es muy popular, se dice que el romero prestó asilo a la Virgen María en su huida a Egipto (en vez del enebro como en otras partes) y que trae suerte a las familias que perfuman con él sus casas en Nochebuena.[27]

## Nombres comunes
- Castellano: alecri, estremoncillo, incensaria, romani, romaní, romeiro, romer, romerino, romero, romero agreste, romero albar, romero bendito, romero blanco, romero común, romero coronario, romero de huerta, romero fino, romero hembra, romero macho, romerón, romero peregrino, romero real, romiru, rosa de mar, rosmarino, rumaní, rumeiro, rumero, tallo, tomillo casero, tomillo romero, tremoncillo.[11]